# Werder Mödlich Ergänzung
Werder Mödlich Ergänzung este o arie protejată (arie specială de conservare — SAC, sit de importanță comunitară — SCI) din Germania întinsă pe o suprafață de 46,8 ha, integral pe uscat.

## Localizare
Centrul sitului Werder Mödlich Ergänzung este situat la coordonatele 53°05′01″N 11°26′56″E / 53.0836°N 11.4489°E.

## Înființare
Situl Werder Mödlich Ergänzung a fost declarat sit de importanță comunitară în martie 2004.

## Biodiversitate
Situată în ecoregiunea continentală, aria protejată nu include niciun habitat protejat.
La baza desemnării sitului se află o specie protejată de  amfibieni: buhai de baltă cu burta roșie (Bombina bombina).